# Северный патриархат
Северный патриархат — нереализованный проект автономной в западном христианстве (будущее католичество) церкви, которая должна была появиться на базе преобразованного архиепископства Гамбурга и Бремена. По предложению Адальберта Бременского патриархат должен был подчиняться римскому папе, но руководить церквями на территории Венедской державы и скандинавских стран.

## Предыстория
В 845 году Анскарий Гамбургский получил Бременское епископство, входившее в юрисдикцию Кёльнского архиепископства. И на основании этого Кёльнские архиепископы претендовали на главенство над Бременскими архиепископами. Саксонские герцоги также стремились поставить архиепископов под свой контроль.
До создания державы Кнуда Великого бременские архиепископы опекали епископаты в Скандинавии и у западных славян. В результате миссионерской деятельности всё большее количество людей в этих странах становились христианами. Но после того как Кнуд Великий включил в свою державу Англию, там возросла роль английских миссионеров. И хотя Кнуд Великий признал, что Дания находится в сфере Бременской митрополии, её архиепископов продолжала беспокоить деятельность английских миссионеров. В 1042 году со смертью Хардекнуда англо-датская уния закончилась.

## История
Адальберт решил не только возродить прежнюю роль Бременского архиепископства, но и основать на севере Европы особый северный патриархат. По словам Адама Бременского это было вызвано тем, что Свен Датский хотел основать самостоятельное архиепископство. А Адальберт соглашался поддержать это решение лишь при условии получения сана патриарха (бывшего в католичестве выше архиепископа, но ниже чем римский папа).
В случае реализации этого проекта северного патриархата, церкви Дании, Норвегии, Швеции должны были перейти из непосредственной подчиненности в опосредованную. Патриарх должен был занять положение посредника между империей и северными государствами. Часть территорий (Штаде, Лезум) должны были быть реорганизованы, другие подчинены другим епархиям (Верден Майнскому архиепископству)
Ставший в 1049 году папой, Лев IX назначил Адальберта легатом в северную Европу. В состав Бременской церкви вошли: Вендская держава (между реками Пенной и Эйдером), Дания, Исландия, Норвегия, Швеция, Финляндия.
Но переговоры с папой о создании северного патриархата затянулись. Вернер Трилльмих писал, что начатая клюнийцами реформа требовала от пап централизация христианства, и создание северного патриархата было в духе имперской церкви , но дисгармонировало с идеями реформаторов. Другие исследователи считали, что папы были более лояльно настроены к прожекту. После смерти Льва IX в 1054 году новый папа Виктор II лишь подтвердил пожалования сделанные предшественником, но вопрос о патриархате закрыл.

## Шаги по объединению
Адальберт планировал создать в Бременском архиепископстве 12 епископств, с центрами: 1) в Палене, 2) в Хайлигенштедтене, 3) в Ратцебурге, 4) в Ольденбурге, 5) в Мекленбурге, 6) в Штаде, 7) в Лезуме, 8) в Вильдесхаузене, 9) в Бремене, 10) в Фердене, 11) в Рамельсло, 12) во Фризии. Из них удалось создать епископства в Ратцебурге, Ольденбурге и Мекленбурге
Готовясь к этому Адальберт создавал новые приорства 1) в Бремене были созданы три: монастырь святого Виллехада, монастырь святого Стефана, и монастырь святого Павла, 2) монастырь в Лезуме 3) монастырь в Штаде, 4) монастырь в Зюльберге 5) монастырь в Эсбеке в Минденской епархии, 6) а также включил Гозекский монастырь основанный отцом архиепископа.
Адальберт посылал миссионеров в Финляндию, Гренландию, Оркнейские острова и Лапландию
Несмотря на то, что вначале ситуация в Дании, Норвегии, Швеции и у славян складывалась благоприятно: полабских славян в Вендскую державу объединил христианин Готшалк, Свен Датский первоначально был настроен дружественно, но у идеи создания северного патриархата были и противники. Одним из противников были правившие в Саксонии Биллунги не желавшие усиления архиепископства.
Но план Адальберта по отделению германской церкви от римской не удался из-за разных причин: с Свеном Эстридсеном он поссорился из-за брака датского короля с Гунхильдой; епископ Эмунда Шведского Осмунд получив рукоположение от архиепископа Польши провозгласил себя шведским архиепископом, Харальд III Хардроде новый король Норвегии также стремился создать самостоятельную от Бременско-Гамбургской церкви.
Из-за конфликта норвежским королём Адальберт пошёл в 1052 году на примирение с Свеном Эстридсеном и пригласил его Германию, где в 1053 году в Мерзенбурге император заключил с датским королём договор о дружбе В 1057—1060 годы число епархий в Дании выросло с 6 до 9 (к епархиям в Шлезвиге, Оденсе, Роскилле, Лунде и Дальби добавились епископы в Орхусе, Рибе, Виборге, Вендиле)
Став новым королём Швеции Стенкиль решил поддержать Адальварда, присланного бременской церковью.
Благодаря императору Адальберт получил и купил монастыри Лорш и Корвей, графства Бернхарда II Верле и Экберта Брауншвейгского, поместья Зинциг, Плессе, Гронинген, Дуйсбург и Лезум
Адальберту удалось на территории герцогства Саксонии создать значительное церковное владение, но после отстранения Адальберта от должности советника императора Генриха IV эти земли разделили местные феодалы. Адальберт до своей смерти в 1072 году пытался возобновить и реализовать проект северного патриархата